# Canicule européenne d'août 2020
Pour les articles homonymes, voir Canicule en Europe.
La canicule européenne d'août 2020 est un événement climatique d'ampleur exceptionnelle survenu en  août 2020. Ces épisodes de fortes chaleurs sont les plus étendus depuis le début des relevés. De nombreux records de température ont été enregistrés. Elle survient un an après les canicules de juin et de juillet 2019.

## Conséquences

### France
Si cet épisode de canicule fut d'intensité modérée pour le sud de la France, il fut hors normes dans le nord du pays où l'alerte rouge a été déclenchée par Météo France.
Au plus fort de l'épisode, plus des trois quarts de la France se sont retrouvés en alerte à la canicule. Cinquante-quatre départements français étaient placés en niveau orange, de Midi-Pyrénées jusqu'au nord-est. Fait plus impressionnant, les 15 départements de la Haute-Normandie, des Hauts-de-France et de l'Île-de-France ont été placés en vigilance de niveau rouge dès le vendredi 7 août et jusqu'au mardi 11 août. Cette vague de chaleur est un événement climatique d'ampleur exceptionnelle survenu en  août 2020. Ces épisodes de fortes chaleurs sont les plus étendus depuis le début des relevés. De nombreux records de température ont été enregistrés.
Un premier pic de chaleur a lieu les 30 et 31 juillet, la chaleur arrivant par le sud-ouest, et allant ensuite vers les régions de l'ouest et de l'est. Le 30 juillet, on relève notamment 41,9 °C à Socoa (nouveau record absolu de chaleur), 40,6 °C à Cazaux (record mensuel) et 38,3 °C à Royan (record mensuel). Le lendemain, on relève 41,3 °C à Vichy, 39,4 °C à Nevers et 37,9 °C à Boulogne-sur-Mer. La chaleur se décale ensuite vers le sud-est, et les températures finissent par retrouver des niveaux plus supportables.
Toutefois, ce répit n'est que temporaire car une nouvelle vague de chaleur plus longue arrive le 6 août. De nombreux records mensuels, voire absolus, de chaleur sont enregistrés le 7 août dans l'ouest de la France, il fait 41,9 °C à Bellis dans les Landes (record absolu), 39,8 °C à Cognac, 39,6 °C à Nantes et 33,4 °C à Cherbourg (records mensuels). La température baisse ensuite dans l'ouest mais la chaleur s'accentue dans le nord et l'est du territoire. Les 8 et 9 août sont les journées les plus chaudes dans le nord et l'est de la France. Le 8 août, le mercure atteint 37,1 °C à Lille (record mensuel). Notons également ce même jour une température minimale de 25,2 °C à Boulogne-sur-Mer et de 22,2 °C à Alençon (records absolus). Le lendemain, il fait 39,3 °C à Creil et 38,4 °C à Rouen (records mensuels). La température n'est pas descendue sous 23 °C à Lille (record mensuel) ou encore 21,4 °C à Beauvais (record absolu). Le 10 août, la canicule perd un peu en intensité mais reste encore assez intense. Il faut attendre le 13 août pour que la canicule s'en aille, avec l'arrivée de nombreux orages. Si à l'échelle nationale, cet épisode aura été moins long et moins intense que celui de 2003, il a été dans certains départements d'une intensité proche de celui de 2003, voire localement supérieure (à Lille par exemple, où la température moyenne sur sept jours a dépassé  de 1 °C la température moyenne la plus chaude enregistrée sur 7 jours en 2003). La première quinzaine de ce mois d'août est la  deuxième plus chaude jamais enregistrée (toutefois loin derrière 2003), et ce mois d'août est le troisième plus chaud jamais enregistré, avec une excédent de 2 °C par rapport à la normale 1981–2010, derrière 2003 (+4,2 °C), et 1997 (+2,1 °C). Il sera par la suite dépassé par le mois d’août 2022.
La canicule aurait fait 1 900 morts

### Belgique
Elle aura duré 12 jours (du 5 au 16 août 2020), ce qui reste une valeur assez élevée pour une vague de chaleur mais  c'est surtout son intensité qui est remarquable. Avec 8 jours supérieurs à 30 °C, il s'agit de la 4e valeur la plus forte observée, derrière les vagues de chaleur de 1976 (17 jours), 1911 (14 jours) et 2018 (9 jours). Ces 8 jours furent consécutifs (du 6 au 13 août inclus) , cependant une seule série plus longue a été observée : en 1976 les températures ont dépassé les 30 °C du 24 juin au 8 juillet, soit durant 15 jours d'affilée). Mais cette forte intensité a fait en sorte que la vigilance ROUGE canicule a été déclenché au Belgique pour sa première fois de l'histoire ,. Le record à Uccle fût de 35,9°C. Mais ce record avait été dépassé le 31 juillet, avec 36,5°C, soit la troisième journée la plus chaude jamais enregistrée à Uccle.
Les principales victimes des effets de la canicule : 742 personnes âgées de plus de 85 ans et 600 autres dans la tranche entre 65 et 84 ans.

### Royaume-Uni
Les températures  au Royaume-Uni ont atteint 34 °C ou plus pendant six jours consécutifs. Cinq nuits tropicales (température qui ne descend pas au-dessous de 20°C) ont été enregistrées au Royaume-Uni en août, dont quatre consécutives. En outre, au moins 20 stations à travers le Royaume-Uni ont enregistré des températures de 32 °C ou plus pendant six jours consécutifs pour la première fois depuis la grande vague de chaleur 1976.

### Pays-Bas
Les Pays-Bas ont connu une vague de chaleur nationale du 5 au 16 août, d'une durée totale de 13 jours. Pendant 9 jours , les températures ont dépassé 30 degrés. Pour la toute première fois, les Pays-Bas ont connu huit jours consécutifs avec des températures supérieures à 30. .Cette canicule a causé environ 400 décès .